# جوزيه الأول. تيخادا
جوزيه الأول. تيخادا هو سياسي فلبيني، ولد في 10 يونيو 1958. نشط حزبياً في Nacionalista Party ‏. وقد انتخب عضو مجلس النواب في الفلبين ‏ عن دائرة Cotabato's 3rd congressional district ‏ خلال فترته النيابية ‏ (30 يونيو 2013 – 30 يونيو 2016) وفي 2016 Philippine House of Representatives elections ‏، انتخب عضو مجلس النواب في الفلبين ‏ عن دائرة Cotabato's 3rd congressional district ‏ خلال فترته النيابية ‏ (30 يونيو 2016 – 30 يونيو 2019) وفي 2019 Philippine House of Representatives elections ‏، انتخب عضو مجلس النواب في الفلبين ‏ عن دائرة Cotabato's 3rd congressional district ‏ خلال فترته النيابية ‏ (30 يونيو 2019 – ).